# Kościół Wniebowzięcia Najświętszej Maryi Panny w Krośniewicach
Kościół Wniebowzięcia Najświętszej Maryi Panny – rzymskokatolicki kościół parafialny należący do dekanatu Krośniewice diecezji łowickiej.
Obecna neogotycka murowana świątynia została wzniesiona w latach 1866-1872 z fundacji Rembielińskich i parafian, według projektu Franciszka Tournelle'a. Budowla została konsekrowana w dniu 6 października 1878 roku przez biskupa kujawsko-kaliskiego Wincentego Teofila Popiela.

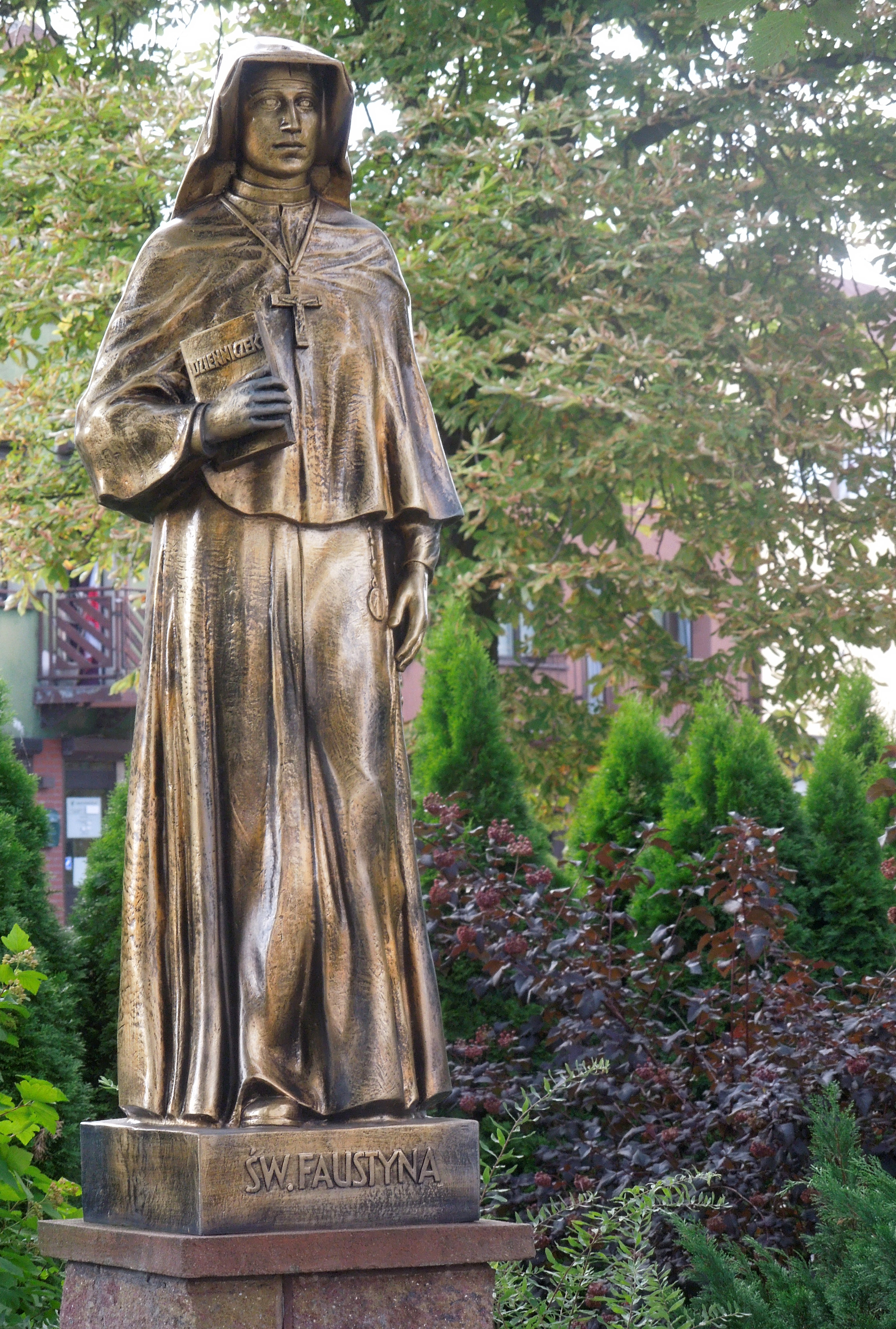
Figura św. Faustyny przed kościołem

Kościół został wybudowany na planie krzyża łacińskiego jako budowla składająca się z jednej nawy. Przy prezbiterium są umieszczone dwie piętrowe zakrystie. Na elewacji frontowej znajduje się wysoka wieża z zegarem umieszczonym w profilowanym obramieniu. W oknach świątyni są umieszczone witraże.